# Tetragnatha kikokiko
Tetragnatha kikokiko är en spindelart som beskrevs av Gillespie 2002. Tetragnatha kikokiko ingår i släktet sträckkäkspindlar, och familjen käkspindlar. Inga underarter finns listade i Catalogue of Life.